# Primaria
Primaria (Originaltitel: ¡Primaria!, spanisch für „Grundschule!“) ist ein spanischer Film von Iván Noel aus dem Jahr 2010. Es handelt sich um Noels dritten Film; erneut ist Noel als Regisseur, Drehbuchautor und Komponist tätig, Hauptdarsteller ist zum dritten Mal Francisco Alfonsín.

## Handlung
Der studierte Kunstdozent José Maria nimmt eine Stelle in einer Grundschule in Sevilla an. Dort bekommt er es sowohl mit schwierigen Schülern als auch mit schwierigen Kollegen zu tun. Besondere Aufmerksamkeit beansprucht der hyperaktive Junge José Joaquín, genannt „J.J.“, mit dem die meisten Lehrpersonen Schwierigkeiten haben; José Maria stellt aber fest, dass der Junge sich bei der Beschäftigung mit Kunst beruhigt.
Im Laufe des Schuljahrs wird José Maria langsam Herr über das Chaos in der Klasse, auch mit der Hilfe der engagierten Klassenlehrerin Idoia. Seine oftmals gewagten Unterrichtsthemen wie Dalís Großer Masturbator oder Picassos Guernica sorgen allerdings bei der Direktorin Mercedes für Unmut, da die diese für eine Grundschule unangemessen findet. Außerdem kritisiert sie seine zu großzügigen Noten. Dennoch überträgt sie ihm die Verantwortung für die Organisation für die Theateraufführung zum Schulabschluss.
José Maria kümmert sich weiter um J.J. und kommt dabei auch dessen Mutter näher. Unterdessen zeichnet sich bei der Lehrerin Angustias, die bereits seit 27 Jahren an der Schule unterrichtet, immer stärker ihre Verbitterung ab, die sie in den Unterricht einfließen lässt und so die Schüler verschreckt. Mercedes verliert die Geduld und entlässt Angustias daraufhin. Die Lehrerin Lourdes, die auch die Funktion der Schulpsychologin übernommen hat, beschäftigt hingegen der Fall des Mädchens Veronica, die auffällt, weil sie (als Form der Stressbewältigung) während des Unterrichts masturbiert.
Bei der Theateraufführung am Schulende, die nordische Mythologie behandelt, überträgt José Maria die Verantwortung der Koordination hinter der Bühne an J.J. Als es diesem nicht gelingt, seine Hyperaktivität zu beherrschen, mündet die Aufführung in Chaos, doch ein gelungener Auftritt des Jungen Carlos mit einem Zaubertrick sorgt für einen gelungenen Abschluss. Abschließend veranstaltet José Maria eine öffentliche Ausstellung mit den während des Jahres entstandenen Bildern seiner Schüler. Am Ende begleitet er J.J. und dessen Mutter nach Hause.

## Entstehung und Veröffentlichung
Der Film wurde vollständig in der Schule San Francisco de Paula in Sevilla gedreht, in der der Regisseur ein Jahr lang selbst unterrichtete; Primaria rekonstruiert somit halbdokumentarisch Noels eigene Erfahrungen in der Schule. Die Dreharbeiten fanden innerhalb von zehn Tagen während der Sommerferien statt und involvierten Noels eigene Schüler. Die Arbeiten wurden mit der Hilfe von Sponsoren finanziert, das Budget gab Noel später mit ca. 60.000 $ an. Es handelt sich um den ersten Langfilm in Spanien, der mit der damals neuen digitalen Spiegelreflexkamera Canon EOS 5D Mark II gedreht wurde. Der Regisseur bezeichnete Primaria als seine Antwort auf den französischen Film Entre les murs; zusammen mit den beiden Vorgängerfilmen Wo warst du? und Brecha bildet er die Kindheits-Trilogie (trilogía sobre la infancia).
Beim Tokyo International Film Festival 2010 war Primaria im Wettbewerb vertreten, außerdem war der Film in der Auswahl des Metro Manila Film Festival und wurde beim Mar del Plata International Film Festival gezeigt. Noel veröffentlichte den Film wie die Vorgänger kostenlos mit englischen Untertiteln auf YouTube, auf seiner Website bietet er selbst produzierte DVDs mit Bonusmaterial und wahlweise französischen Untertiteln an. In Deutschland brachte cmv-Laservision den Film 2014 als vierten Noel-Film (Vuelve – Komm zurück! war bereits 2013 erschienen) auf DVD mit deutschen Untertiteln heraus.

## Belege
1. ↑   Freigabebescheinigung für Primaria. Freiwillige Selbstkontrolle der Filmwirtschaft, April 2014 (PDF; Prüfnummer: 144 445 V).
2. ↑  Francisco Correal: “En el cine español hace falta más creatividad y originalidad”. In: Diario de Sevilla. Joly Digital, 8. November 2009, abgerufen am 3. Oktober 2015 (spanisch).
3. ↑  Pressemappe zu Primaria. (PDF) Noel Films, S. 2, abgerufen am 7. Oktober 2015 (englisch).
4. ↑  Pressemappe zu Limbo. (PDF) Noel Films, S. 4, abgerufen am 7. Oktober 2015 (englisch).
5. 1 2  Ivan Noel graba su tercer largometraje en el sevillano colegio San Francisco de Paula. In: Noticias Aljarafe. 7. Juli 2009, archiviert vom Original am 3. Dezember 2013; abgerufen am 3. Oktober 2015 (spanisch).
6. ↑  Georgi: Exclusive Interview: Director Ivan Noel of En Tu Ausencia. In: TheSkyKid.com. Abgerufen am 7. Oktober 2015 (englisch).
7. ↑  TIFF history: 2010. Tokyo International Film Festival, abgerufen am 7. Oktober 2015 (englisch).
8. ↑  Primaria. cmv-Laservision, abgerufen am 7. Oktober 2015.